# Виджин (Ласький повіт)
Виджин (пол. Wydrzyn) — село в Польщі, у гміні Ласьк Ласького повіту Лодзинського воєводства.
Населення — 331 особа (2011).
У 1975-1998 роках село належало до Серадзького воєводства.

## Демографія
Демографічна структура станом на 31 березня 2011 року:
|          | Загалом | Допрацездатний вік | Працездатний вік | Постпрацездатний вік |
| -------- | ------- | ------------------ | ---------------- | -------------------- |
| Чоловіки | 169     | 42                 | 113              | 14                   |
| Жінки    | 162     | 39                 | 99               | 24                   |
| Разом    | 331     | 81                 | 212              | 38                   |